# Francisco Pérez Echevarría
Francisco Pérez Echevarría (España; 1842 - España; 1884) fue un poeta y dramaturgo español, conocido por sus múltiples obras y por su colaboración en "Los españoles de ogaño".

## Obras
Francisco habría escrito, aproximadamente, unos 32 libros. Sin embargo, como se ha dicho anteriormente, su colaboración en "Los españoles de ogaño", junto con muchas otras personas más, es su trabajo más destacado.